# 贺水郡
贺水郡，唐朝时设置的郡。
天宝元年（742年）改澄州置，治所在上林县（今广西壮族自治区上林县南）。辖境同澄州。乾元元年（758年），复为澄州。